# San Sadurniño
San Sadurniño är en kommun i Spanien. Den ligger i provinsen A Coruña i den autonoma regionen Galicien i nordvästra delen av landet, 500 km väster om huvudstaden Madrid. Antalet invånare är 2 733 (2024). Arean är 98,98 kvadratkilometer.